# Парковая улица (Чернигов)
Парковая улица (до 2024 года — улица Савчука) (укр. Паркова вулиця) — улица в Деснянском районе города Чернигова. Пролегает от улицы Оборонцев Чернигова (Александра Молодчего) до тупика, исторически сложившаяся местность (район) Красный мост.
Нет примыкающих улиц.
По названию улицы именуется остановка общественного транспорта, расположенная на улице Оборонцев Чернигова (Александра Молодчего).

## История
Улица проложена в начале 1980-х годов. Улица расположена на намывном грунте в пойме Десны. В 1983 году построена школа № 2. Новая улица была названа улица Савчука — в честь Героя Советского Союза Григория Петровича Савчука.
С целью проведения политики очищения городского пространства от топонимов, которые возвеличивают, увековечивают, пропагандируют или символизируют Российскую Федерацию и Республику Беларусь, 8 февраля 2024 года улица получила современное название — из-за расположенности возле лесопарковой зоны, согласно Решению Черниговского городского совета № 37/VIII-21 «Про переименование улиц в городе Чернигове» («Про перейменування вулиць у місті Чернігові»).

## Застройка
Непарная сторона улицы занята многоэтажной жилой застройкой (9-этажные дома) — квартал между улицами Парковая и Береговая. Парная сторона — усадебной застройкой и многоэтажной жилой (5-этажные дома) — относится к улице Ильи Шрага. Улица расположена в пойме реки Десна.
Учреждения:
1. дом № 13 — школа № 2